# 中井將貴
中井將貴（日语：中井 将貴，4月27日—），日本男性配音員。出身於愛知縣。以前所屬的經紀公司是Sigma Seven（1999年至2007年）。

## 演出作品
※粗體字表示說明飾演的主要角色。

### 電視動畫
- 阿加莎·克里斯蒂的名偵探波洛和馬普爾（日语：アガサ・クリスティーの名探偵ポワロとマープル）（詹姆斯）
- 足球小將翼 (平成版)（立花政夫（日语：立花兄弟））
- 新釋 真田十勇士（日语：新釈 眞田十勇士）（鳥居彥右衛門元忠〈少年時期〉）
- 電腦冒險記（強·傑克·傑卡爾、太）
- 變形金剛：微型傳說（雷德（布勞德）、邦克）
- 變形金剛：超能連結（雷德）
- HAPPY★LESSON THE TV（男學生）
- 幻影死神 Boogiepop Phantom（男A）
- 彩夢芭蕾（小丑）
- BLEACH（理吉）
- 水色時代（大山、男學生C、男學生A）
- 浪客劍心（猿次郎）

### OVA
- HAPPY★LESSON（學生）

### 遊戲
- 亞克傳承新世代（日语：アークザラッドジェネレーション）（艾達）
- 最终幻想X（馬羅達）
- 最终幻想X-2（馬羅達、耶巴爾）
- 廢車浪漫大活劇Bumpy Trot（マジョラム）

## 來源
1. 1 2  《日本聲音製作者名鑑2004 vol.1》，第78頁，小學館，2004年 ISBN 978-4095263014